# Robert Schnüll
Robert Schnüll (* 24. Mai 1935 in Hannover; † 19. Februar 2023 ebenda) war ein deutscher Verkehrswissenschaftler, Hochschullehrer und Verkehrsplaner mit besonderem Interesse am Straßenverkehr. Schnüll war Professor an der Universität Stuttgart und am Institut für Verkehrswirtschaft, Straßenwesen und Städtebau an der Technischen Universität Hannover, der heutigen Gottfried Wilhelm Leibniz Universität Hannover. 

## Ausbildung und Werdegang
Schnüll machte sein Abitur an der Lutherschule in Hannover, studierte Bauingenieurwesen an der damaligen Technischen Universität Hannover und schloss das Studium 1961 mit dem Diplom ab.
1961 bis 1981 lehrte und forschte er am Institut für Straßen und Transport an der Universität Stuttgart. Er leitete dort ab 1968 die Abteilung Verkehrsplanung. Schnüll promovierte 1970 zum Dr.-Ing. mit der Arbeit Untersuchungen über die Gestaltung der Ausfahrten an planfreien Knotenpunkten, die in der Schriftenreihe Straßenbau und Straßenverkehrstechnik des damaligen Bundesverkehrsministeriums als Band 107 veröffentlicht wurde.
1976 wurde er Professor an der Universität Stuttgart. Ab 1982 bis 2000 war er als Professor am Institut für Verkehrswirtschaft, Straßenwesen und Städtebau (IVH) der heutigen Leibniz-Universität Hannover tätig. Er lehrte und forschte vor allem zu Planung und Gestaltung von Straßen.
Die Hauptgebiete seiner Forschungen betrafen:
- Zielorientierte statt bedarfsorientierter Transportplanung
- Gestaltung von Knotenpunkten und Anschlussstellen, auch  bei planfreien Knotenpunkten
- Gestaltung von städtischen Räumen und dörflichen Freiräumen, zum Beispiel in Hauptverkehrsstraßen, Ortsdurchfahrten und Erschließungsstraßen
- Betrieb von Straßen-Infrastruktur
- Gestaltung von Anlagen des öffentlichen Nahverkehrs auch mit unkonventionellen Mitteln, z. B. der Beschleunigung des Nahverkehrs mit betrieblichen Maßnahmen anstelle von (flächenfressenden) eigenen Bahnkörpern
- Gestaltung von dynamischer Straßen-Infrastruktur, also zeitlich gestaffelte Nutzung durch Signaltechnik, die z. B. Bus oder Bahn zum Pulkführer vor einer nachfolgenden Kfz-Schlange macht (dynamische Straßenraumfreigabe)
- wesentliche Beiträge zu den deutschen Regelwerken für Bau und Betrieb von Straßen (seit 1965), Mitarbeit in der FGSV und dem BSVI
- wesentliche Beiträge zum Verkehrskonzept zur Weltausstellung Expo 2000 in Hannover im Jahr 2000

Von 1986 bis 2006 war er Geschäftsführer des deutschlandweit tätigen Planungsbüros Schnüll Haller (seit 2000 Schnüll Haller und Partner, seit 2007 SHP-Ingenieure), das er zusammen mit Wolfgang Haller gegründet hatte.
Schnüll war beteiligt an zahlreichen Konzepten und Planungen, so unter anderem an:
- Innenstadt-Verkehrskonzepten mit Abstimmung verkehrlicher und anderer Stadt-Funktionen, z. B. in Hamburg
- Verkehrsentwicklungsplänen mit moderierten Arbeitsgruppen und öffentlicher Beteiligung
- Gestaltung von Straßen mit und ohne Anlagen für den öffentlichen Nahverkehr
- Konzepten für Parkraum und dessen Management
- Verkehrsführungskonzepten für Großveranstaltungen und große Veranstaltungsstätten wie die Messegelände in Hannover, in München und in Stuttgart, die Weltausstellung Expo 2000 in Hannover und die neu oder ausgebauten Stadien in Hannover, München and Leipzig
- Verkehrssimulierungen
- Nahverkehrspläne

Robert Schnüll war seit 1962 verheiratet und hatte drei Kinder.

## Ehrenamtliche Tätigkeiten
Ehrenamtlich war Schnüll in der Forschungsgesellschaft für Straßen- und Verkehrswesen (FGSV, 1965–2011) und der Vereinigung der Straßenbau- und Verkehrsingenieure (VSVI) tätig. Er war dabei beteiligt an etlichen Regelwerken der FGSV, so an den aufgrund der gegenüber der vorherigen Generation von Regelwerken reduzierten Bedeutung des Autoverkehrs und der Höherbewertung städtebaulicher Aspekte damals sehr neuartigen Empfehlungen für die Anlage von Erschließungsstraßen (EAE 85/95) und den Empfehlungen für die Anlage von Hauptverkehrsstraßen (EAHV 93) für Stadtstraßen bzw. Innerortsstraßen, die auch Ortsdurchfahrten in kleineren Städten und Dörfern umfassen. Sie sind die Vorgänger-Regelwerke der heute gültigen Richtlinien für die Anlage von Stadtstraßen (RASt 06).
Schnüll spielte Fußball und war 1976 bis 1982 Vorsitzender des TSV Bernhausen im Filderstädter Ortsteil Bernhausen. Er war später Ehrenmitglied des Vereins, in dem er 61 Jahre Mitglied war.

## Zitate
- „Der Verzicht auf eine Ortsumgehung kann daher für eine Vielzahl von Kommunen genau die richtige Problemlösung sein.“
- „Mit den EAHV 93 ist eine neue Kategorisierung von Ortsdurchfahrten eingeführt worden, die sich an der maßgebenden Funktion orientiert (C = Verkehrsfunktion dominant, D = Erschließungsfunktion dominant, E = Aufenthaltsfunktion dominant), und die Lage im Raum (städtisch/ländlich) einbezieht“.[3]

## Veröffentlichungen

### Eigene Veröffentlichungen (Auswahl)
Die Veröffentlichungsliste umfasst 288 Veröffentlichungen. Hier werden auszugsweise Arbeiten vorgestellt, die wegweisende oder spezielle Themengebiete umfassen:
- mit Wolfgang Haller: Empfehlungen zum Entwurf von Dorfstraßen. In: Beiträge zur funktionsgerechten Gestaltung der Dörfer, herausgegeben vom Ministerium für Ernährung, Landwirtschaft, Umwelt und Forsten, Baden-Württemberg, Stuttgart 1982.
- mit Wolfgang Haller: Städtebauliche Integration von innerörtlichen Hauptverkehrsstraßen — Problemanalyse und Dokumentation. In: Heft 03.107 der Schriftenreihe Städtebauliche Forschung, herausgegeben vom Bundesminister für Raumordnung, Bauwesen und Städtebau, Bonn 1984.
- mit Dankmar Alrutz und Wolfgang Haller: Ortsdurchfahrten in Dörfern und kleinen Städten: Analyse und Dokumentation von Entwurfs- und Gestaltungsmaßnahmen. In: Forschung Straßenbau und Straßenverkehrstechnik 487, Bonn 1986.
- mit Wolfgang Haller und anderen: Verkehrliche Untersuchungen zur Gestaltung von Ortsdurchfahrten kleiner Orte und Dörfer, Teil 1: Mischflächen und Engstellen, Teil: 2: Entwurfsempfehlungen für Ortsdurchfahrten dörflich und städtisch geprägter Orte. Schriftenreihe Forschung Straßenbau und Straßenverkehrstechnik, Hefte 519 und 573, Bonn 1989.
- mit Uwe Kloppe: Einsatzbereiche von Bahnkörpern mit halbhohen Borden und einstreifigen Richtungsfahrbahnen. In: Der Nahverkehr (16) 1989, Heft 11, S. 31–38.
- mit Dankmar Alrutz und anderen: Sicherung von Radfahrern an städtischen Knotenpunkten. In: Forschungsbericht der Bundesanstalt für Straßenwesen 262, Bergisch Gladbach 1992.[4]
- mit Anette Albers und anderen: Führung von Nahverkehrsfahrzeugen in Hauptverkehrsstraßen. In: Schriftenreihe Berichte der Bundesanstalt für Straßenwesen — Verkehrstechnik, Heft V 62, Bergisch Gladbach 1999.
- mit Stefan Goltermann: Einsatzkriterien für große Kreisverkehrsplätze mit und ohne Lichtsignalanlage. In: Forschung Straßenbau und Straßenverkehrstechnik 788, Bonn 2000.
- Zielorientierte Mobilitätsplanung als Beitrag zur Nachhaltigkeit im Verkehrswesen. In: Aus Politik und Zeitgeschichte, 26. Mai 2002.[5]
- Ortsdurchfahrten in Dörfern und kleinen Städten – Umfeldorientierte Gestaltung innerörtlicher Straßenräume. In: Fachtagung Leben mit der Ortsdurchfahrt. Hauptverkehrsstraßen in Kernbereichen kleiner Städte. Städtebauliche und verkehrswissenschaftliche Fachtagung am 6. November 2006, Schlosstheater Rheinsberg
- Von der Autobahn in der Landschaft zur Verkehrsberuhigung im Kopf – Rückblick und Ausblick auf die Baukultur im Verkehrswesen. In: VSVI Jahrbuch 2008, Vortrag von 2007 in Korntal[6]

### Von Schnüll betreute Forschungsarbeiten oder Dissertationen (Auswahl)
Schnüll war als Betreuer an den Promotionen u. a. von Wolfgang Haller, Thomas Richter, Carola Mennicken und Peter Bischoff beteiligt.
- Anette Albers: Dynamische Straßenraumfreigabe für Nahverkehrsfahrzeuge. Schriftenreihe Veröffentlichungen des Instituts für Verkehrswirtschaft, Straßenwesen und Städtebau der Universität Hannover, Heft 17, Hannover 1996.
- Carola Mennicken: Sicherheits- und Einsatzkriterien für Fußgängerüberwege. Schriftenreihe Veröffentlichungen des Instituts für Verkehrswirtschaft, Straßenwesen und Städtebau der Universität Hannover, Heft 24, Hannover 1999.
- Uwe Kloppe: Einsatzbereiche unkonventioneller Bahnkörperformen. Schriftenreihe Veröffentlichungen des Instituts für Verkehrswirtschaft, Straßenwesen und Städtebau der Universität Hannover, Heft 26, Hannover 2000.
- Solveigh Janssen: Flächensparende und kostengünstige Verkehrserschließung von Wohngebieten und Stadtquartieren. Schriftenreihe Veröffentlichungen des Instituts für Verkehrswirtschaft, Straßenwesen und Städtebau der Universität Hannover, Heft 29, Hannover 2000.

### Betreuung bei Habilitation
- Carola Bachmann: Methoden der Verkehrssicherheitsforschung im Straßenwesen – Anwendungen und Erkenntnisse. Hannover 2007.